# حافظ أمين
حافظ أمين (1922 - 1990)، هو ممثل مصري، بدأ حياته الفنية ككمبارس شارك في أكثر من 189 عمل فني بين أفلام ومسلسلات ومسرحيات.

## وفاته
توفى حافظ أمين في يوم 12 سبتمبر عام 1990 عن عمر يناهز 68 عاما.

## أعماله

### أفلام
- المشاغب ستة 1991
- حكاية لها العجب 1989
- زمن الممنوع 1988
- أبناء وقتلة 1987
- لعدم كفاية الأدلة 1987
- جري الوحوش 1987
- زوجة رجل مهم 1987
- دموع الشيطان 1986
- الصبر في الملاحات 1986
- عصفور الشرق 1986
- كراكون في الشارع 1986
- مدام شلاطة 1986
- التوت والنبوت 1986
- جذور في الهواء 1986
- رمضان فوق البركان فيلم 1985
- مغاوري في الكلية 1985
- لمن يهمه الأمر 1985
- سترك يارب 1985
- ملائكة الشوارع 1985
- واحدة بواحدة 1984
- دنيا 1974

### مسلسلات
- الرجل ذو الخمسة وجوه 1969
- راس القط 1980
- رأفت الهجان 1987
- الكابتن جودة 1986
- بكيزة وزغلول 1986
- دوامة الحياة 1985
- الزنكلوني 1985
- علي الزيبق 1985
- علي الزيبق1988

### مسرحيات
- أولاد علي بمبه 1975
- الملاك الأزرق 1974
- خدمة إنسانية

## وصلات خارجية
- صفحته على موقع السينما العربية.